# Nước thừa kế
Nước thừa kế (tiếng Anh: successor state) là một lý thuyết và được áp dụng trong quan hệ quốc tế về sự công nhận và chấp nhận một nước có chủ quyền mới tạo ra, bởi các nước khác, dựa trên một liên hệ lịch sử được cảm nhận giữa nước mới và một nước trước đó. Lý thuyết này có nguồn gốc từ ngành ngoại giao trong thế kỷ 20. Quốc gia mới có thể được tạo ra từ một phần lãnh thổ của một nước bị thu nhỏ lại, hoặc bị tan rã. Quốc gia mới này khác với một quốc gia tiếp nối (continuing state), mà mặc dù có thay đổi về lãnh thổ, vẫn duy trì về mặt pháp lý những quyền lợi cũng như bổn phận của quốc gia trước đó.

## Tổng quát
Sự thừa kế có thể là việc chuyển quyền lợi và bổn phận và tài sản từ một nước trước đó (the predecessor state) tới nước mới (the successor state). Chuyển nhượng quyền lợi và bổn phận và tài sản có thể bao gồm của cải ở ngoại quốc như tòa đại sứ, tiền tệ dự trữ, những tác phẩm sáng tạo để tại viện bảo tàng, các hiệp ước, quyền thành viên của một hiệp hội quốc tế và nợ nần. Thường thì một nước chỉ lựa từng phần mà nó muốn xem là một nước thừa kế. Một trường hợp đặc biệt là khi nước trước đó đã ký vào một hiệp ước về nhân quyền, tốt nhất là giữ nước thừa kế phải tuân theo điều lệ của hiệp ước, cho dù nước này có muốn hay không.